# Larmes versées sur les champs de moisson
Larmes versées sur les champs de moisson est un tableau renommé du peintre chinois Chen Danqing réalisé en 1976. 
Cette peinture à l'huile a été sélectionnées pour faire partie de l'Exposition nationale des beaux-arts.